# Goldfinger (gruppo musicale)
I Goldfinger sono un gruppo ska punk/pop punk statunitense, nato nel 1994 a Los Angeles in California e considerato uno dei più importanti esponenti della third wave of ska insieme ai No Doubt, i Sublime e i Rancid.
La band è nota anche per la sua militanza nel campo dei diritti degli animali, sostenendo direttamente il PETA e l'Animal Liberation Front.
Ad esempio, hanno contribuito con la traccia What Gives You the Right alla compilation benefit della Southern Animal Rights Coalition Until Every Cage Is Empty e hanno scritto la traccia Free Kevin Kjonaas per l'omonimo attivista animalista e coinvolto nel progetto SHAC 7. Alcuni spezzoni di discorsi della fondatrice del PETA Ingrid Newkirk sono stati inclusi nella traccia Behind the Mask, grazie al permesso della stessa Newkirk.

## Storia del gruppo
Nel 1994 John Feldmann e Simon Williams lavorano insieme in un magazzino di scarpe chiamato Na Na's a Los Angeles, in California. Avendo deciso di formare una band, si mettono in cerca di un batterista e lo trovano in Darrin Michael Pfeiffer, che lavorava al vicino Starbucks e che dopo aver sentito un demo dei due decide di unirsi a loro. A quel punto Feldmann chiama a far parte della band il suo amico Charlie Paulson, a cui dà anche un demo per imparare le canzoni. Il giorno seguente il nuovo chitarrista si esibisce con la band, un solo giorno dopo essere entrato a farne parte.
Nel febbraio 1995 la band pubblica il primo EP, Richter, che ottiene ottime recensioni e anche un certo successo nelle radio indie dei college. Grazie alla popolarità dell'EP il gruppo firma un contratto con la major Universal Records: Goldfinger, l'album di debutto della band, viene pubblicato nella primavera 1996 su una sottoetichetta della Universal, la Mojo Records, e riesce ad entrare nella principale classifica statunitense, la Billboard 200, piazzandosi al numero 110. Dal disco vengono anche realizzati tre video musicali, Here in Your Bedroom, che raggiunge la posizione numero 5 della Alternative Airplay, Mable e Only a Day, che aumentano di molto la popolarità del complesso.
Lo stesso anno suonano con band come Sex Pistols, No Doubt, Reel Big Fish e partecipano al Vans Warped Tour, effettuando in un anno 382 concerti. Nel settembre 1997 pubblicano Hang-Ups, il loro secondo album studio. Anche se meno popolare del precedente Goldfinger, il disco guadagna alla band alcune apparizioni in tv e raggiunge la posizione numero 85 della Billboard. I due singoli estratti sono This Lonely Place, che raggiunge il numero 14 della Modern Rock Tracks, e More Today Than Yesterday, cover degli Spiral Staircase in seguito inclusa nel film con Adam Sandler Wateroby.
Nell'estate 1998 Simon Williams lascia i Goldfinger, a causa di interessi musicali differenti, e viene rimpiazzato da Kelly Thomas Lemieux, che aveva suonato con Feldmann negli Electric Love Hogs e faceva parte dei 22jacks.
Nel 1999 viene pubblicato l'EP Darrin's Coconut Ass: Live from Omaha, formato da 8 cover, e nel marzo 2000 esce il terzo album Stomping Ground, da cui vengono estratti i singoli Counting the Days negli Stati Uniti e 99 Red Balloons in Europa. Il disco ottiene un successo minore rispetto ai suoi predecessori, raggiungendo la posizione numero 109 della Billboard 200 e non riuscendo a piazzare nessun singolo nelle classifiche statunitensi.
Dopo vari tour in Europa assieme a Eve6, Bloodhound Gang, Showoff e Mest, la band registra nel 2000 in Inghilterra il suo primo album live, Foot in Mouth, che viene messo in vendita tramite il sito e i concerti nel 2001.
Nel settembre 2001 Charlie lascia la band, sostituito sul finire dello stesso anno da Brian Arthur.
Nel maggio 2002 esce il quarto album Open Your Eyes, che viene prodotto e co-mixato dallo stesso Feldmann e segna il passaggio alla Maverick Records di proprietà di Madonna. Il disco si piazza al numero 136 della Billboard 200, mentre il singolo omonimo Open Your Eyes raggiunge il numero 37 della Modern Rock Tracks.
Dopo 3 anni e vari tour, nel 2004 viene anche registrato il primo DVD Live at the House of Blues, i Goldfinger tornano in studio e agli inizi del 2005 pubblicano Disconnection Notice. Nel 2006 esce The Best of Goldfinger, edito dalla loro vecchia casa discografica.
A metà 2006 i Goldfinger si separano da Brian e fa il suo ritorno nella band Paulson. Finiscono le date fissate in Europa e si rinchiudono in studio per registrare un nuovo album in vecchio stile Goldfinger. Questo nuovo lavoro doveva uscire nell'aprile 2007 edito dalla SideOneDummy Records, ma visto l'infortunio di John e la possibile malattia del figlio, l'uscita è stata posticipata per il 22 aprile 2008, con il nome di Hello Destiny.

## Formazione

### Formazione attuale
| Nome            | Strumenti       | Info                                 |
| --------------- | --------------- | ------------------------------------ |
| John Feldmann   | voce e chitarra | dal 1994                             |
| Charlie Paulson | chitarra        | dal 1994 al 2001, ritornato nel 2006 |
| Kelly Lemieux   | basso           | dal 1998                             |
| Travis Barker   | batteria        | dal 2016                             |

### Ex componenti
| Nome            | Strumenti | Permanenza  |
| --------------- | --------- | ----------- |
| Brian Arthur    | chitarra  | 2001-2006   |
| Simon Williams  | basso     | 1995-1998   |
| Darrin Pfeiffer | batteria  | 1994 - 2016 |

## Discografia

### Album in studio
- 1996 – Goldfinger
- 1997 – Hang-Ups
- 2000 – Stomping Ground
- 2002 – Open Your Eyes
- 2005 – Disconnection Notice
- 2008 – Hello Destiny
- 2017 – The Knife
- 2020 – Never Look Back

### Live
- 1999 – Darrin's Coconut Ass: Live from Omaha
- 2001 – Foot in Mouth

### Raccolte
- 2005 – The Best of Goldfinger

### EP
- 1995 –  Richter

### Split
- 1996 – Teen Beef/Tiger Meat

### Singoli
- 1996 – Here in Your Bedroom
- 1996 – Mable
- 1997 – This Lonely Place
- 2000 – 99 Red Balloons
- 2002 – Open Your Eyes
- 2002 – Counting the Days
- 2002 – Spokesman
- 2005 – Wasted
- 2005 – I Want
- 2008 – One More Time

### DVD
- 2004 – Live at the House of Blues

## Colonne sonore

### Film
| Canzone         | Film                                      |
| --------------- | ----------------------------------------- |
| 99 Red Balloons | Eurotrip                                  |
| Vintage Queen   | American Pie                              |
| 99 Red Balloons | Non è un'altra stupida commedia americana |
| 99 Red Balloons | Kingpin                                   |

### Videogame
| Canzone                 | Gioco                         | Piattaforme                                                       |
| ----------------------- | ----------------------------- | ----------------------------------------------------------------- |
| Superman                | Tony Hawk's Pro Skater        | Sony Playstation, Nintendo 64, Sega Dreamcast                     |
| 99 Red Balloons         | Gran Turismo 3: A-Spec        | PlayStation 2                                                     |
| I'm Down                | Andy McDonald's Skateboarding | Sony Playstation                                                  |
| Spokesman               | Tony Hawk's Pro Skater 4      | Sony Playstation, Nintendo Gamecube, Xbox, Microsoft Windows, Mac |
| I Want                  | Burnout Revenge               | PlayStation 2, Xbox, Xbox 360                                     |
| I Want                  | Burnout Legends               | PlayStation Portable, Nintendo DS                                 |
| My Everything           | SSX on Tour                   | Xbox, PlayStation 2, Nintendo Gamecube, PlayStation Portable      |
| Still Counting the Days | Shaun White Snowboarding      | Sony Playstation 2, Microsoft Windows, Mac                        |
| Superman                | Beatstar                      | Android, iOS                                                      |